# Valery Grdzelishvili
Valery Z. Grdzelishvili ist ein georgischer Biochemiker und Virologe. Er ist Professor an der University of North Carolina at Charlotte.

## Leben und Wirken
Grdzelishvili schloss sein Master-Studium in Biochemie 1995 an der Lomonossow-Universität Moskau ab. Im Jahr 1998 wurde er an der Lomonossow-Universität in Virologie promoviert. In den beiden folgenden Jahren war er als Postdoc an der University of Florida am Institute of Food and Agricultural Sciences in der Arbeitsgruppe von William Dawson. Von 2001 bis 2004 war er als Postdoc an der University of Wisconsin–Madison am Institute for Molecular Virology und am Howard Hughes Medical Institute in der Arbeitsgruppe von Paul Ahlquist. Im Jahr 2004 wurde er Research Assistant Professor am University of Florida College of Medicine in der Abteilung Molecular Genetics and Microbiology bei Sue Moyer. Ab 2006 war er als Assistant Professor an der University of North Carolina at Charlotte angestellt. Im Jahr 2012 wurde er Associate Professor und 2018 Professor. Er beschäftigt sich mit Mononegavirales und onkolytischen Viren, insbesondere auf Basis des Vesicular stomatitis Indiana virus.

## Veröffentlichungen
- M. C. Holbrook, D. W. Goad, V. Z. Grdzelishvili: Expanding the Spectrum of Pancreatic Cancers Responsive to Vesicular Stomatitis Virus-Based Oncolytic Virotherapy: Challenges and Solutions. In: Cancers. Band 13, Nummer 5, März 2021, S. , doi:10.3390/cancers13051171, PMID 33803211, PMC 7963195 (freier Volltext).
- C. Bressy, E. Hastie, V. Z. Grdzelishvili: Combining Oncolytic Virotherapy with p53 Tumor Suppressor Gene Therapy. In: Molecular therapy oncolytics. Band 5, Juni 2017, S. 20–40, doi:10.1016/j.omto.2017.03.002, PMID 28480326, PMC 5415316 (freier Volltext).
- R. Sanjuán, V. Z. Grdzelishvili: Evolution of oncolytic viruses. In: Current opinion in virology. Band 13, August 2015, S. 1–5, doi:10.1016/j.coviro.2015.01.014, PMID 25699475.
- E. Hastie, M. Cataldi, I. Marriott, V. Z. Grdzelishvili: Understanding and altering cell tropism of vesicular stomatitis virus. In: Virus research. Band 176, Nummer 1–2, September 2013, S. 16–32, doi:10.1016/j.virusres.2013.06.003, PMID 23796410, PMC 3865924 (freier Volltext).
- E. Hastie, V. Z. Grdzelishvili: Vesicular stomatitis virus as a flexible platform for oncolytic virotherapy against cancer. In: The Journal of general virology. Band 93, Pt 12Dezember 2012, S. 2529–2545, doi:10.1099/vir.0.046672-0, PMID 23052398, PMC 4091291 (freier Volltext).
- David B. Kushner, Brett D. Lindenbach, Valery Z. Grdzelishvili, Amine O. Noueiry, Scott M. Paul, Paul Ahlquist: Systematic, genome-wide identification of host genes affecting replication of a positive-strand RNA virus. In: Proceedings of the National Academy of Sciences. 100, 2003, S. 15764, doi:10.1073/pnas.2536857100.